# 椒麻堂會
《椒麻堂會》（英語：A New Old Play）是一部香港、法國聯製的2021年中國大陸歷史劇情片，由邱炯炯身兼編、導、剪、美術指導等職務，易思成、關南、邱志敏、顧桃、薛旭春主演。本片入選第74屆盧卡諾影展國際競賽單元，並於2021年8月13日全球首映，最終獲得評審團特別獎。

## 演員陣容
- 易思成 飾 成年丘福（原型为名丑邱福新[2][3][4][5][6]）
  - 陳浩宇 飾 幼年丘福新
- 關南 飾 桐花鳳
- 邱志敏 飾 刘安仁/麻兒（原型为四川军阀戏迷刘树成，绰号「刘麻子」[3]）
- 顧桃 飾 駝兒
- 薛旭春 飾 雞腳神

## 獲獎名單
| 頒獎典禮             | 獎項                  | 受獎者 | 結果 |
| -------------------- | --------------------- | ------ | ---- |
| 第74屆盧卡諾影展     | 金豹獎                | 邱炯炯 | 提名 |
| 第74屆盧卡諾影展     | 評審團特別獎          | 邱炯炯 | 獲獎 |
| 第43屆南特影展       | 金熱氣球獎            | 邱炯炯 | 提名 |
| 第43屆南特影展       | 青年評審團獎          | 邱炯炯 | 獲獎 |
| 第46屆香港國際電影節 | 新秀電影競賽‐火鳥大獎 | 邱炯炯 | 獲獎 |
| 第46屆香港國際電影節 | 國際影評人聯盟獎      | 邱炯炯 | 獲獎 |
| 第21屆南方影展       | 南方首獎‐最佳劇情長片 | 邱炯炯 | 獲獎 |

## 外部連結
- 互联网电影数据库（IMDb）上《椒麻堂會》的资料（英文）
- 豆瓣电影上《椒麻堂會》的資料 （简体中文）